# 삼서남초등학교
삼서남초등학교는 대한민국 전라남도 장성군 삼서면 삼본로 166-27 (석마리)에 있었던 초등학교이다.

## 연혁
- 1963년 7월 31일 설립인가
- 1964년 3월 10일 삼서남국민학교로 개교
- 1996년 3월 1일 삼서남초등학교로 교명 변경
- 1999년 9월 1일 삼서초등학교로 통폐합(33회 졸업/총 1543명)